# Гренада
Грена́да (англ. Grenada, ант. креол. La Gwenad) — острівна держава в Карибському морі, що включає власне Гренаду — найпівденніший із Навітряних островів, а також південну частину островів Гренадини, найбільший із яких — Карріаку. Рельєф гористий.
Площа країни 344 км²; столиця Сент-Джорджес; глава держави король Карл III. Монарх з 1974 представлений генерал-губернатором.
Гренада є членом ООН, Організації американських держав, Британської Співдружності націй, Карибської співдружністі (КАРІКОМ), Організації Східнокарибських держав.
Експорт: какао, банани, мускатний цвіт, мускатний горіх.
Мови: англійська (державна), кілька французьких діалектів патуа.

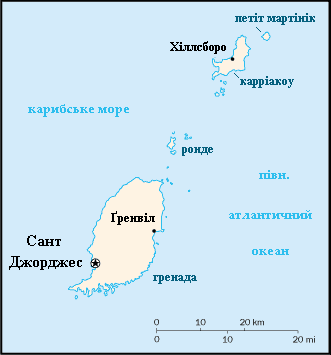
Мапа Гренади.

## Історія
Острови відкрито у 1498 році, під час третього плавання Колумба. Тоді острови були населені індіанцями-карибами. Перші поселення європейців на островах засновано іспанцями. Згодом тут селилися французи та англійці.
Франція придбала острів у 1650 році. Губернатор Мартиніки заснував тут велике селище, яке згодом стало Сент-Джорджесом.
Місцеве населення було винищене вже до 1655 року.
Колоністи почали культивувати тут тютюн та індиго, згодом бавовник і мускатний горіх. Для роботи на плантаціх завозили африканських рабів.
У 1763 році Гренаду захопили англійці, але французи повернули його вже у 1779 році. Остаточно острів відійшов до Англії у 1783 році за Версальським договором.

З 1958 по 1962 рік Гренада входила до складу Федерації Вест-Індії, недовговічної федерації британських колоній у Вест-Індії. У 1967 році Гренада отримала внутрішнє самоуправління.

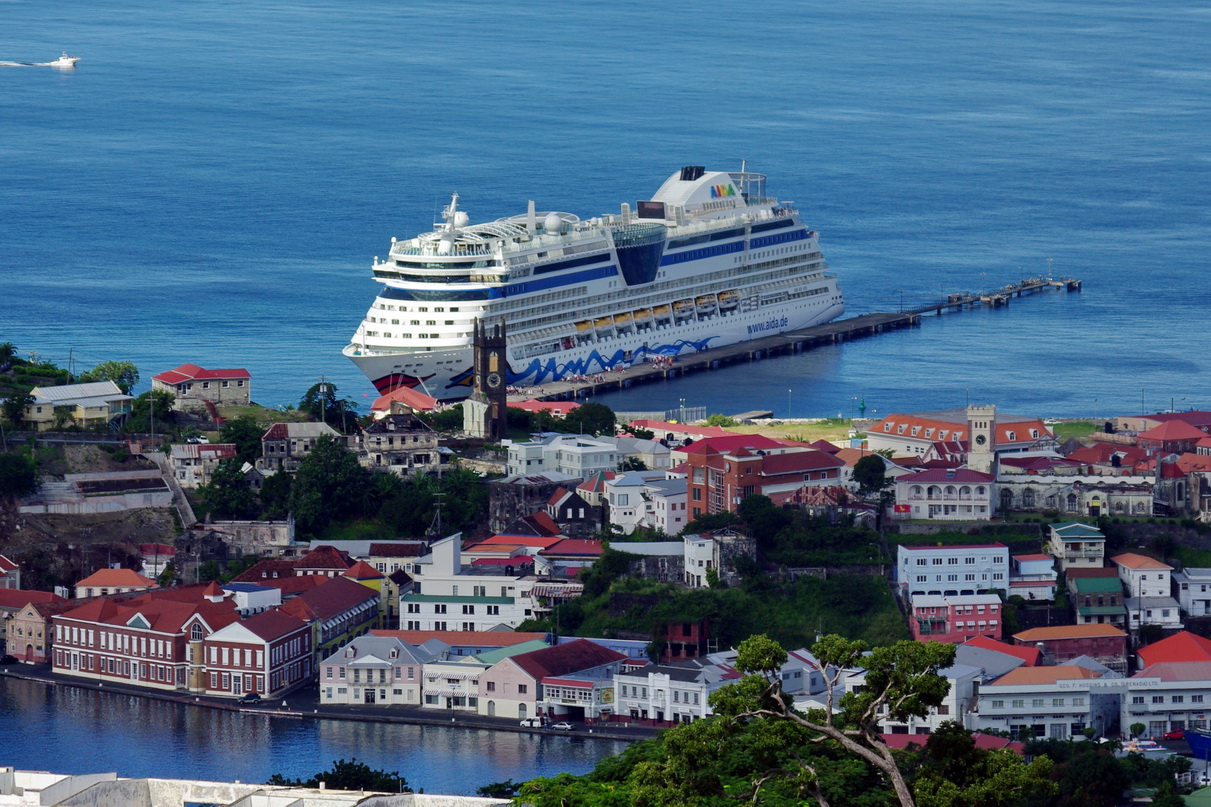
Сент-Джорджес

Незалежність у складі Британської співдружності здобула 1974 року.
У 1970-х роках влада на островах належала партії Еріка Гейрі, який застосовував дедалі авторитарніші методи правління. У 1979 році відбувся безкровний путч, наслідком якого став прихід до влади партії НДМ із комуністичною ідеологією під керівництвом Моріса Бішопа. Відтак Гренада одразу встановила тісні контакти із СРСР та Кубою, а кубинці почали будівництво міжнародного аеропорту. Такі дії викликали стурбованість у США, де вважали, що аеропорт буде використовуватися Кубою з військовою метою.
У 1983 році в комуністичному керівництві Гренади відбувся розкол, під час якого Бішопа убито фракціонерами, а згодом почалася операція Urgent Fury. Під час операції острів було окуповано, а кубинські будівельники, які чинили збройний опір, роззброєні й депортовані на Кубу.
У 1984 році проведено вибори, на яких переміг Герберт Блейз. Відтоді у політичному житті країни домінують правоцентристські партії, а прихильники ідей Бішопа, втративши тимчасову популярність, набирають мінімальну кількість голосів.
Інтеграція з Навітряними островами почалася в 1991 році.

## Географія
Гренада — острів вулканічного походження. Прибережна частина — низовина. Внутрішню частину острова займають гори і височини. Максимальна висота вулканічних вершин досягає 840 м (гора Сент-Катерин). Річок на острові мало, але багато струмків і джерел.
На острові родючі вулканічні ґрунти. Частково збереглися вологі тропічні вічнозелені ліси з цінними породами дерев. Тваринний світ представлений в основному птахами. Морські води навколо острова багаті рибою, ракоподібними і молюсками.
До складу Гренади входить також південна частина острівного ланцюга Гренадини, з найбільшим островом Карріаку.

## Адміністративний поділ

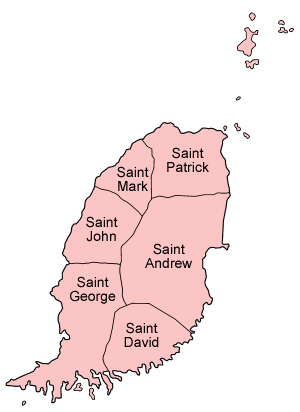
Адміністративний поділ Гренади

| №                 | Округ          | Адм. центр    |
| ----------------- | -------------- | ------------- |
| Округи            |                |               |
| 1                 | Сент-Андру     | Гренвіл       |
| 2                 | Сент-Девід     | Сент-Девідс   |
| 3                 | Сент-Джордж    | Сент-Джорджес |
| 4                 | Сент-Джон      | Гоуйав        |
| 5                 | Сент-Марк      | Вікторія      |
| 6                 | Сент-Патрік    | Сауторс       |
| Залежні території |                |               |
| 1                 | Карріаку       | Гіллсборо     |
| 2                 | Малий Мартінік | Норт Пойнт    |

## Населення

### Етнічні групи
Переважна більшість населення Гренади має африканське походження (89,4 % за переписом 2001 року). Існує також значне змішане населення (8,2 %), а також невеликі меншини європейського походження (0,4 %), та індійці (1,6 %), також є невелика кількість вихідців із Лівану та Сирії (0,04 %) і китайців (0,02 %).

### Індіанці
Гренада має невелику популяцію корінних індіанців-карибів. За даними перепису 2001 року, там жило 125 карибів (0,12 % від загальної чисельності населення).

### Мови
Крім короткого 114-річного періоду французького панування (1649—1763) більшість часу англійська була офіційною мовою країни. Проте більшість населення використовує англійську креольську мову, яка містить також слова з африканських, європейських та індіанських мов. Значно меншою мірою поширення також гренадська креольська мова на основі французької (патуа), вона поширена тільки в невеликих сільських районах на півночі острова. Проте сьогодні її можна почути тільки в деяких невеликих прошарках суспільства. Гренадська креольська (французька) мова в основному відома як патуа і має схожість з Сент-Люсійською креольською.

### Релігія

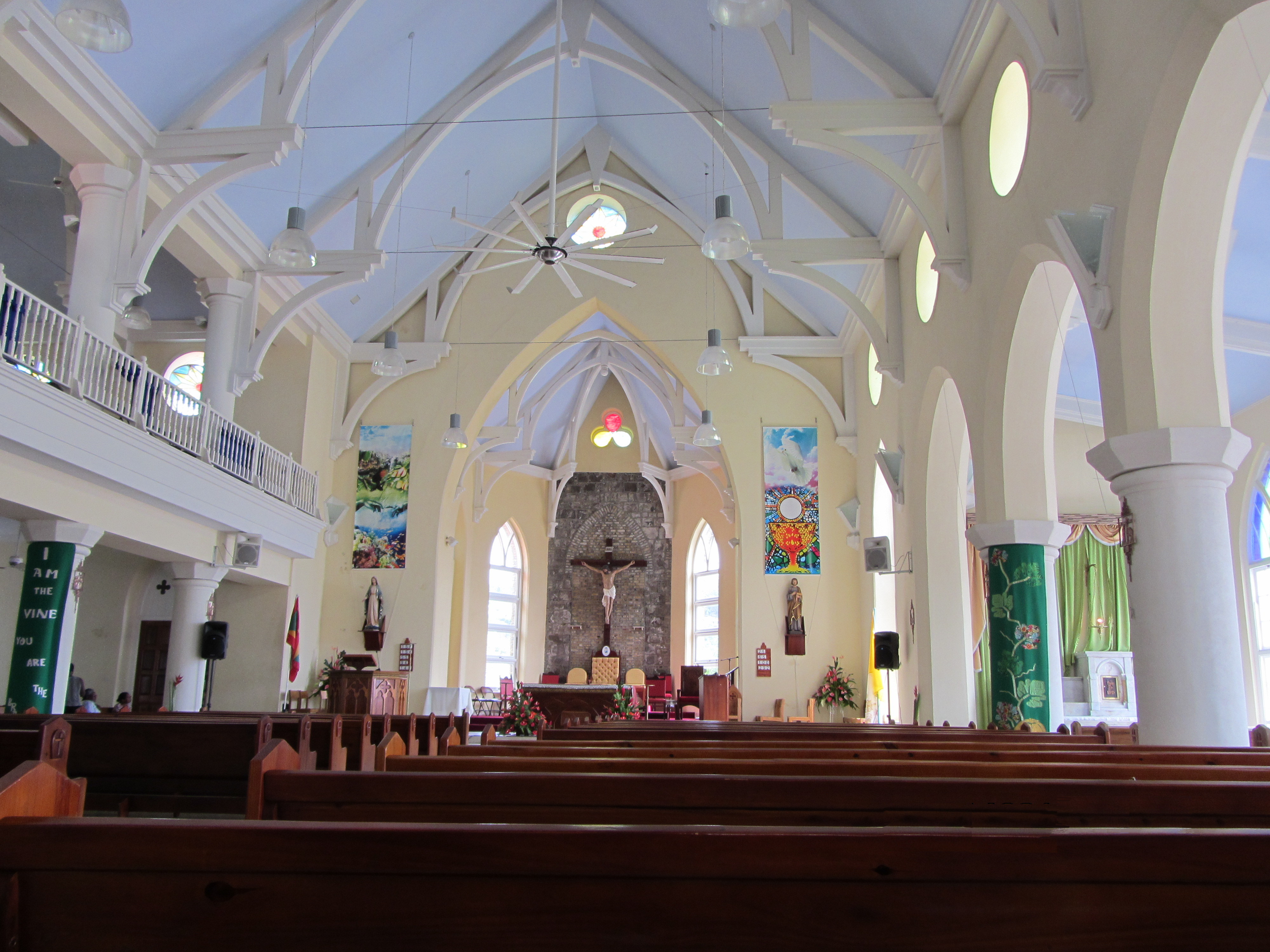
Інтер'єр Собору Непорочного Зачаття (Сент-Джорджес)

Історично Християнська історія острова Гренада охоплює період від першої європейської колонізації в XVII столітті. Від того часу на острові пераважав католицизм (через те, що перші колоністи бути французами) проте після захоплення острова англійцями вплив католицької церкви дещо зменшився. За даними перепису 1891 року, більше половини населення країни — католики (55 %), третина —
англікани (36 %), інші релігійні громади: методисти (6 %) і пресвітеріани (0,88 %).
За даними перепису 2001 року, 89,1 % відсотків населення Гренади вважали себе християнами, 1,5 % складають нехристияни, 3,6 % нерелігійні і 5,7 % — інші.
За даними Всесвітньої книги фактів 2015 року, в країні є наступні релігійні громади:
- Католики — 44,6 %
- Протестанти — 43,5 %
  - Англікани — 11,5 %
  - П'ятдесятники — 11,3 %
  - Адвентисти сьомого дня — 10,5 %
  - Баптисти — 2,9 %
  - Церква Божа у Христі — 2,6 %
  - Методисти — 1,8 %
  - Євангелісти — 1,6 %
- Інші — 6,2 %
- Свідки Єгови — 1,1 %
- Растафарі — 1,1 %
- Атеїсти та агностики — 3,6 %

## Економіка

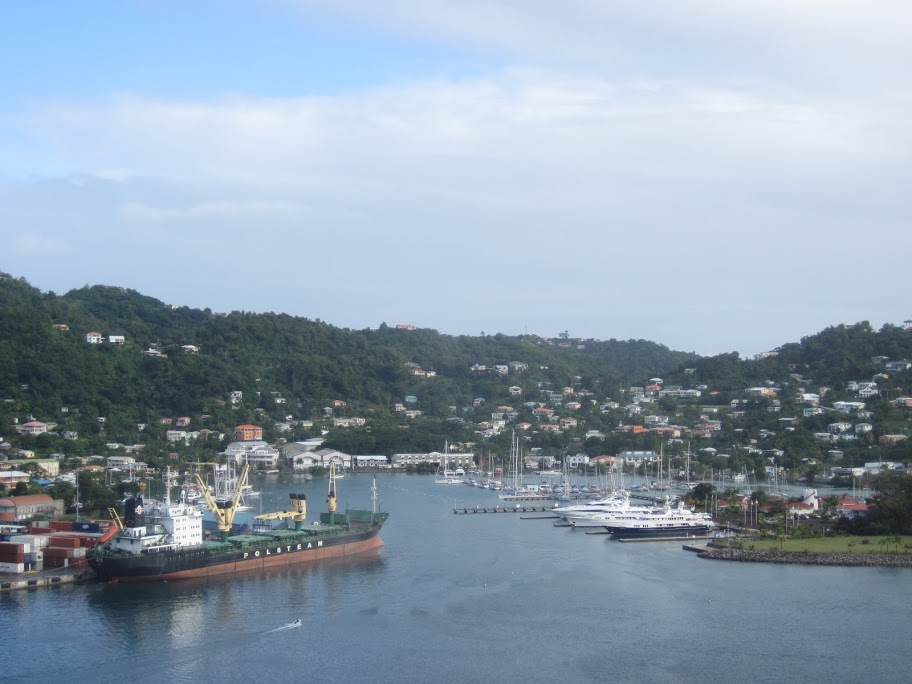
Порт Сент-Джорджесу

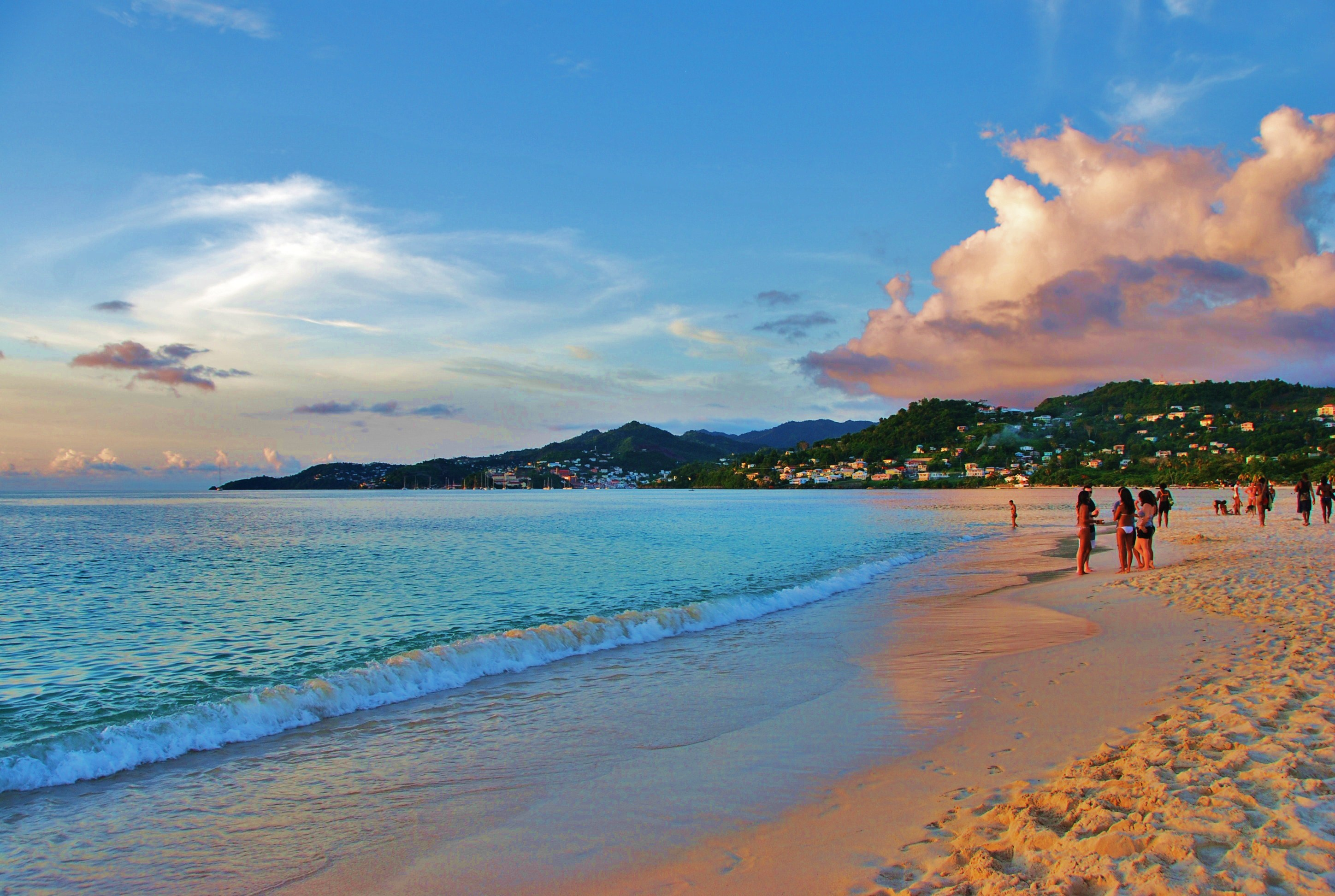
Пляж Гранд-Анс

Основу економіки Гренади становить сфера послуг, зокрема доходи від туризму. Після того, як у 1996 році уряд Гренади прийняв кілька нормативно-правових документів, що регулюють офшорну банківську діяльність (The Offshore Banking Act, The Companies Act та інші.), у 1997 році почалося надання офшорних фінансових послуг. Станом на кінець 2001 року цей сектор економіки забезпечував 1,2 % валового внутрішнього продукту країни (податкові надходження в бюджет становили 7,4 млн доларів).
Промисловість — харчова і текстильна.
Експорт (у 2017 році) — 43,4 млн дол. Основні експортні товари — банани, какао, мускатний горіх.
Основні покупці — США 25,3 %, Японія 10,1 %, Гаяна 8,7 %, Домініка 6,6 % (2017).
Імпорт (у 2017 році) — 310,2 млн дол. Імпортується продовольство, промислові товари, паливо та інше.
Основні постачальники — США 31,7 %, Тринідад і Тобаго 24,9 %, Китай 6,7 % (2017).
Входить у міжнародну організацію країн АКТ.

### Сільське господарство
Гренада є важливим виробником декількох пряних рослин, зокрема мускатного горіха, зі збору якого країна посідає друге місце в світі (після Індонезії), забезпечуючи 20% світового виробництва. Мускатний горіх зображений на гренадському прапорі. Також тут вирощують корицю, гвоздику, імбир і запашний перець.
Кава також присутня на Гренаді, але переважно як дикоросла рослина і використовується тільки для внутрішнього споживання. Також культивуються банани, цитрусові, авокадо, коренеплоди, цукровий очерет, кукурудза, овочі.
Компанія Grenada Chocolate Company стала піонером вирощування органічного какао, яке також переробляється в готові шоколадні батончики. 2014 року був заснований щорічний фестиваль чистого шоколаду.

### Туризм
Туризм — головна економічна галузь Гренади. Звичайний пляжний і водно-спортивний туризм переважно зосереджений в південно-західному регіоні навколо Сент-Джорджеса, аеропорту та прибережної смуги. Екотуризм набуває дедалі більшого значення. Більшість невеликих екологічно чистих пансіонів розташовані в парафіях Сент-Девід і Сент-Джон. Індустрія туризму значно зросла після спорудження великого пірсу для круїзних лайнерів і еспланади. Протягом сезону 2007—2008 рр. Сент-Джорджес відвідувало до чотирьох круїзних суден за день.
Гренада має безліч ідилічних пляжів на своїй берегової лінії, зокрема пляж Гранд-Анс довжиною 3 км у Сент-Джорджесу, який вважається одним із найкращих і часто з'являється у списку десяти найкращих пляжів у світі. Крім цих чудових пляжів, улюбленими пам'ятками Гренади є водоспади. Найближчим до Сент-Джорджесу є водоспад Аннандейл, але водоспади Маунт-Кармел, Конкорд, Сім Сестер і Тафтон-Голл також знаходяться в межах легкої досяжності.

## Транспорт
Головним морським портом країни є Сент-Джорджес.

## Спорт

### Олімпіади
Гренада розпочала свої виступи на літніх Олімпійських іграх з Олімпійських ігор 1984 року в Лос-Анджелесі. Кірані Джеймс виграв першу олімпійську золоту медаль для Гренади в бігу на 400 метрів серед чоловіків на літніх Олімпійських іграх у Лондоні 2012 року, він же виграв срібну медаль на тій же дистанції на літніх Олімпійських іграх у Ріо-де-Жанейро 2016 року.

## Клімат
Клімат тропічний, пасатний з дощовим періодом з травня по жовтень. Опадів — близько 1500 мм на рік. З липня по жовтень — період ураганів. Середні місячні температури близько 26 °C.
| Клімат Гренади (Сент-Джорджес) | Клімат Гренади (Сент-Джорджес) | Клімат Гренади (Сент-Джорджес) | Клімат Гренади (Сент-Джорджес) | Клімат Гренади (Сент-Джорджес) | Клімат Гренади (Сент-Джорджес) | Клімат Гренади (Сент-Джорджес) | Клімат Гренади (Сент-Джорджес) | Клімат Гренади (Сент-Джорджес) | Клімат Гренади (Сент-Джорджес) | Клімат Гренади (Сент-Джорджес) | Клімат Гренади (Сент-Джорджес) | Клімат Гренади (Сент-Джорджес) | Клімат Гренади (Сент-Джорджес) |
| Показник                       | Січ.                           | Лют.                           | Бер.                           | Квіт.                          | Трав.                          | Черв.                          | Лип.                           | Серп.                          | Вер.                           | Жовт.                          | Лист.                          | Груд.                          | Рік                            |
| Абсолютний максимум, °C        | 32                             | 32                             | 33                             | 32                             | 33                             | 33                             | 32                             | 34                             | 32                             | 33                             | 36                             | 34                             | 36                             |
| Середній максимум, °C          | 28,3                           | 28,8                           | 29,4                           | 30                             | 30                             | 29,4                           | 28,8                           | 29,4                           | 30                             | 29,4                           | 28,8                           | 28,8                           | 29,3                           |
| Середній мінімум, °C           | 23,8                           | 23,8                           | 24,4                           | 25,5                           | 26,6                           | 25,5                           | 25,5                           | 25,5                           | 25,5                           | 25,5                           | 25                             | 24,4                           | 25,1                           |
| Абсолютний мінімум, °C         | 14                             | 18                             | 21                             | 22                             | 22                             | 22                             | 19                             | 21                             | 23                             | 15                             | 18                             | 16                             | 14                             |
| Норма опадів, мм               | 47.75                          | 44.45                          | 24.38                          | 16.26                          | 55.37                          | 143.76                         | 228.34                         | 293.12                         | 273.30                         | 181.86                         | 87.38                          | 54.61                          | 1450.58                        |
| ------------------------------ | ------------------------------ | ------------------------------ | ------------------------------ | ------------------------------ | ------------------------------ | ------------------------------ | ------------------------------ | ------------------------------ | ------------------------------ | ------------------------------ | ------------------------------ | ------------------------------ | ------------------------------ |
| Джерело: Intellicast.com       |                                |                                |                                |                                |                                |                                |                                |                                |                                |                                |                                |                                |                                |

## Міжнародні відносини

### Відносини з Україною
26 вересня 2019 року на полях 74-ї сесії Генеральної Асамблеї ООН Міністр закордонних справ України Вадим Пристайко та Міністр закордонних справ Гренади Пітер Чарльз Девід підписали Спільне комюніке про встановлення дипломатичних відносин між Україною та Гренадою.
16 липня 2020 року стало відомо, що Україна та Гренада підписали договір про безвізовий режим між країнами.